# Rădăuți
Rădăuți (Duits: Radautz; Hongaars: Radóc; Oekraïens:  Радівці, Radivtsi; Pools: Radowce; Jiddisch: ראַדעװיץ Radevits; Turks: Radoviçe) is een stad (oraș) in het Roemeense district Suceava. De stad telt 22.145 inwoners (2011). Rădăuți is de derde grootste stad in het district Suceava (Județul Suceava), en staat daarmee qua inwoneraantal onder de steden Fălticeni en Suceava. 
Rădăuți werd in 1995 uitgeroepen tot een stad, samen met twee andere steden in het district Suceava: Fălticeni en Câmpulung Moldovenesc. Rădăuți heeft een oppervlakte van 32,30 km² en het was de hoofdstad van het voormalige district Rădăuți (Județul Rădăuți) tot 1950. Dat district is toen samengevoegd met het district Suceava. 

## Ligging
Rădăuți ligt op een vlakte aan de oostrand van de historische regio Boekovina, op een hoogte van zo'n 375 meter. Niet ver rondom Rădăuți liggen een aantal de kleinere steden zoals: Siret, Solca, Milişăuţi en Vicovu de Sus. Rădăuți heeft een centrale functie voor deze en andere plaatsen, in de oostelijke Boekovina.

## Geschiedenis
De vermelding van “ Radomir’s dorp” (als onderdeel van de Bojaarse heerschappij) in een document uit 1392, wordt gezien als de eerste melding van een nederzetting op deze plaats. De huidige naam Rădăuţi zou volgens sommigen hieruit voortkomen.  Anderen beweren echter dat de naam Rădăuţi nog een vroegere oorsprong heeft, namelijk van de Romeinse term Rottac Enum gebruikt door Romeinse soldaten die in het nabijgelegen Siret een thuisbasis hadden. 
Rond het midden van de 14e eeuw, was Rădăuţi al een bloeiende plaats. De zetel van een prominente Oosters-orthodoxe kerk uit die tijd, en later een bisdom, waren hier gevestigd. Rond de Sint-Nicolaaskerk (Biserica Sfântul Nicolae) hebben archeologen sporen gevonden die wijzen op bewoning, nog voor de oprichting van Moldavië in 1359. 
In 1856 werd hier de eerste stoeterij opgezet voor het fokken van de Karpatische pony, de Huzule. Ook bevond zich hier een belangrijke hofstoeterij van het Huis Habsburg waar cavaleriepaarden werden gehouden zoals de nonius.

## Bezienswaardigheden
- Joodse Synagoge
- Kathedraal
- Bogdanaklooster

## Afbeeldingen

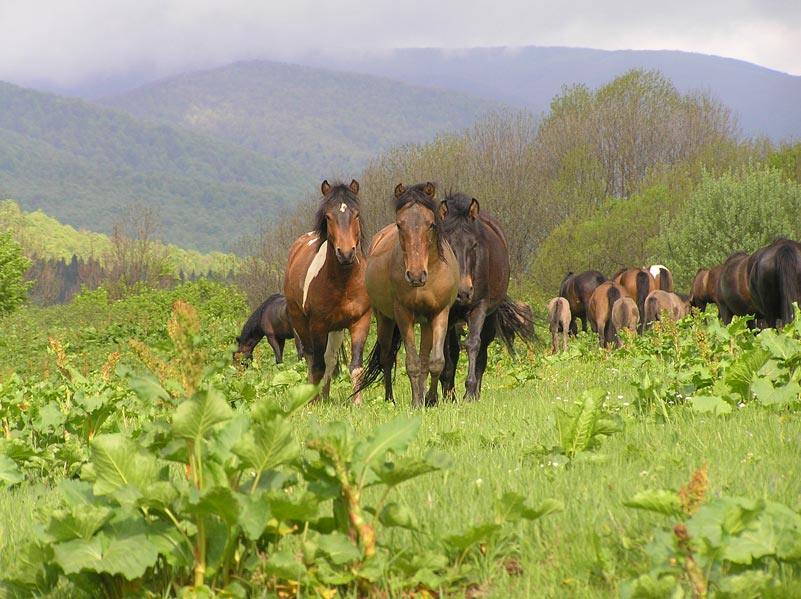
Karpatische pony's
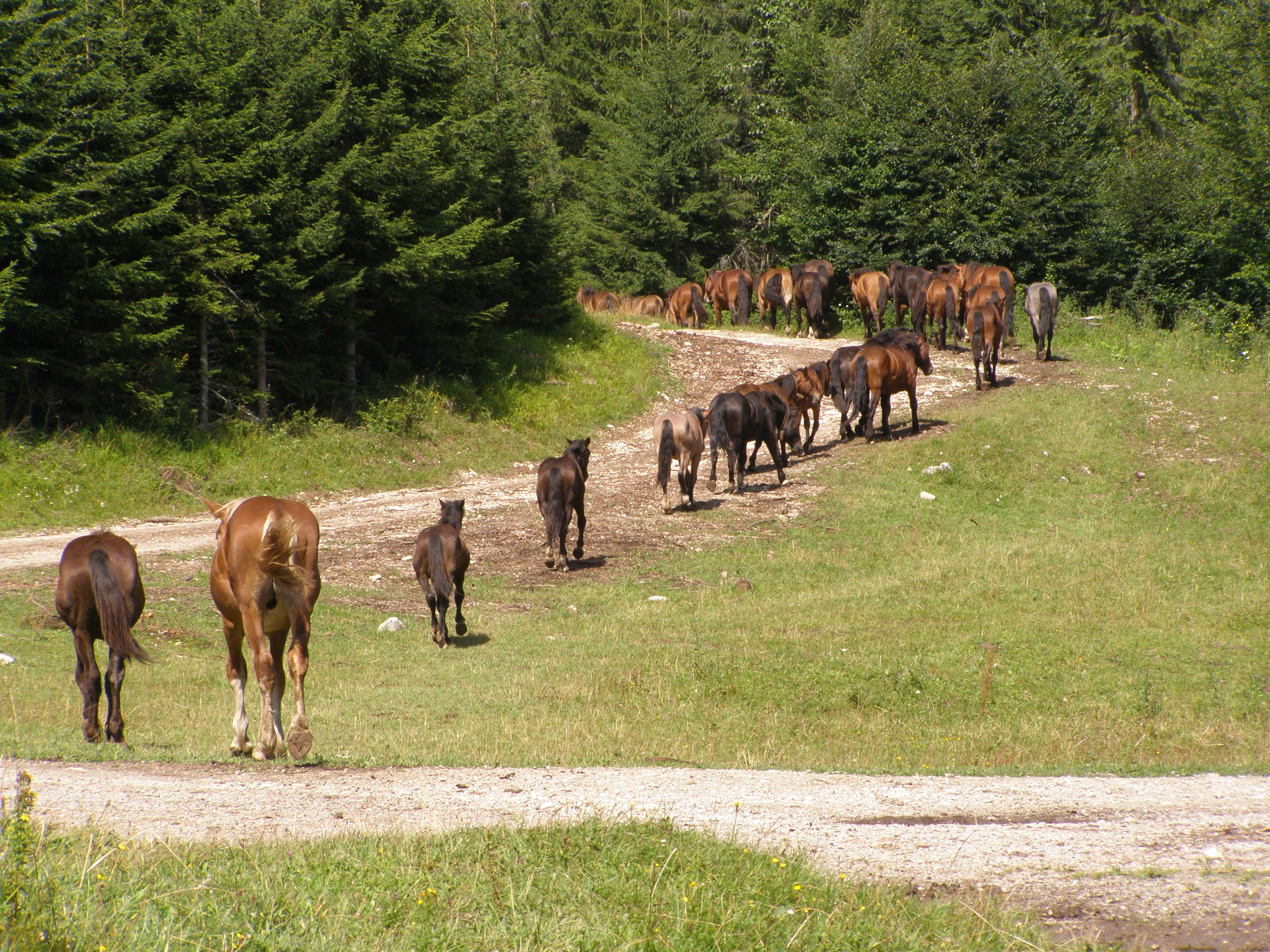
Karpatische pony's
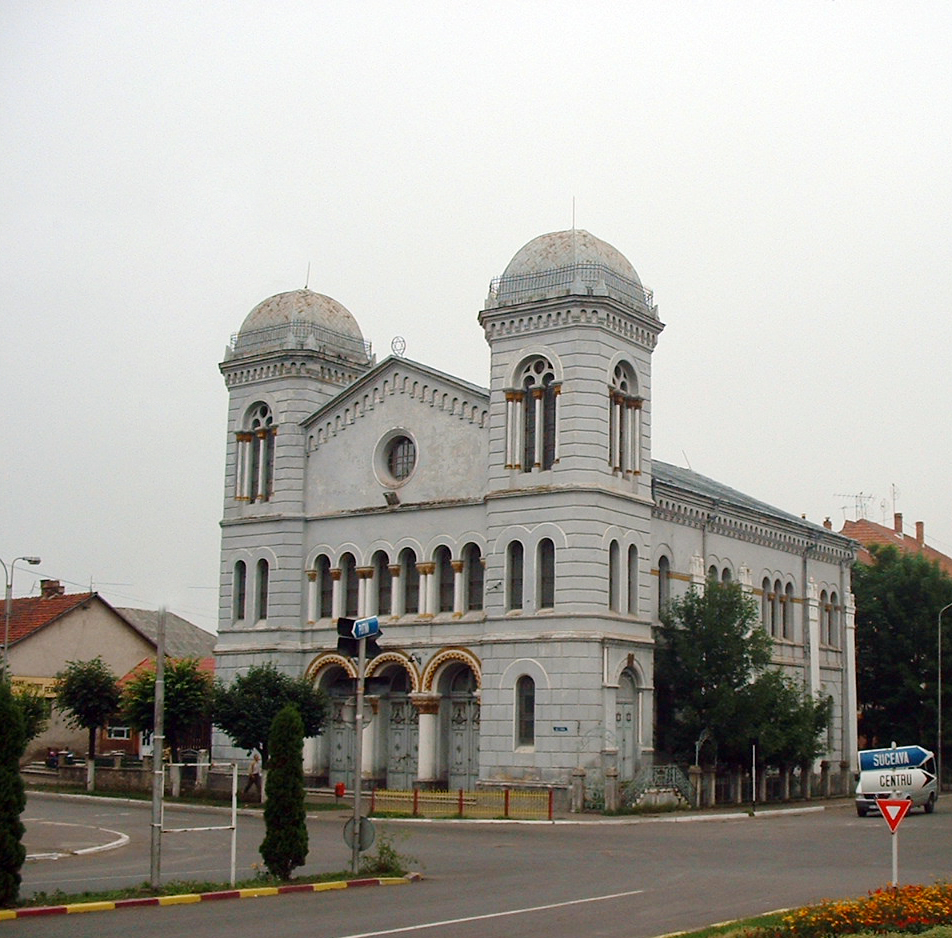
Joodse synagoge van Rădăuți
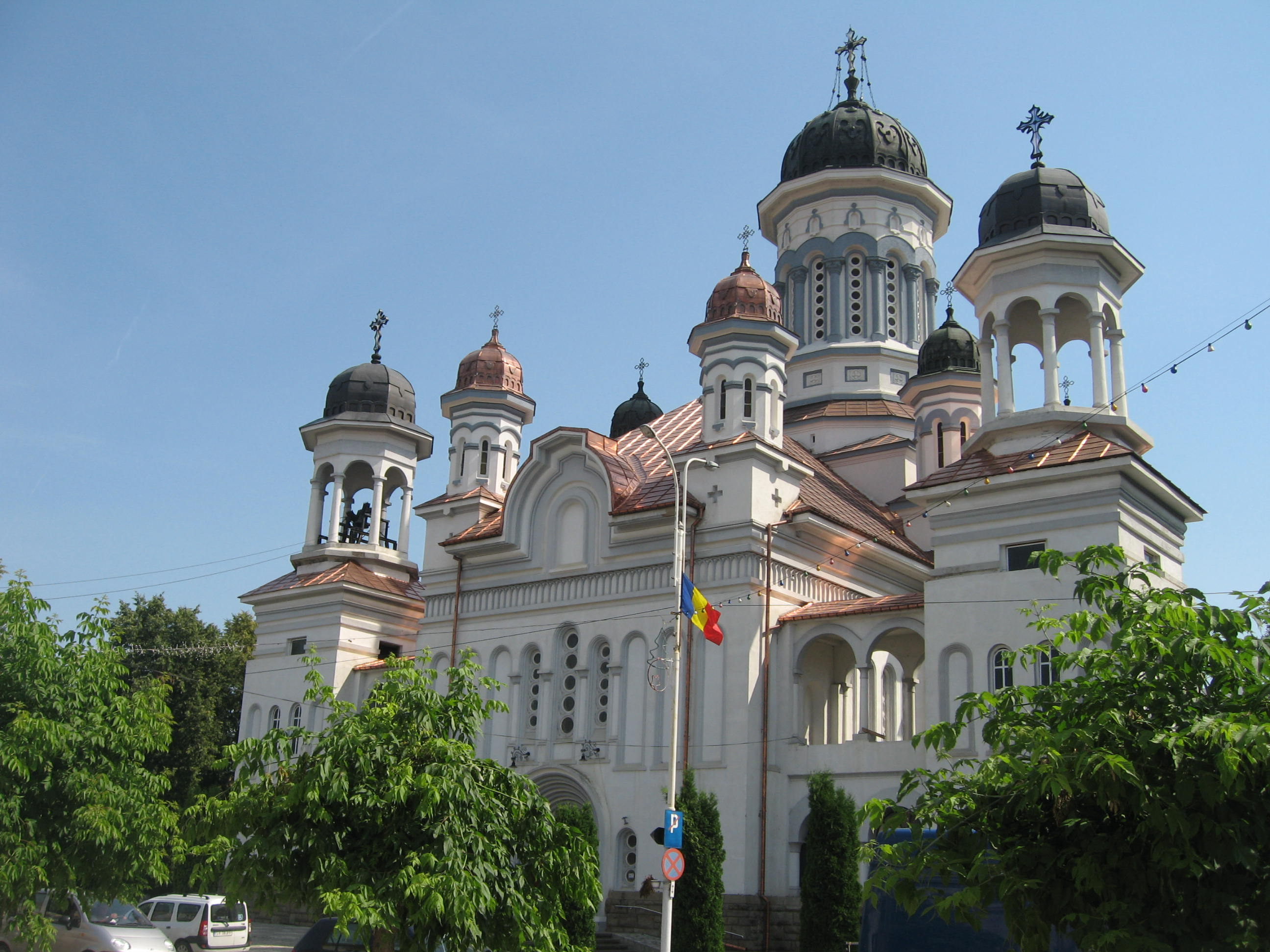
Kathedraal van Rădăuți